# Ettore Agazzani
Ettore Agazzani (Albinea, 19 settembre 1902 – Reggio nell'Emilia, 1º settembre 1989) è stato un calciatore italiano, di ruolo portiere.

## Carriera
Giocatore di calcio, è forse il portiere reggiano che più di ogni altro rappresenta le fortune della Reggiana delle origini. Debutta fra le file dei granata nel 1919, proprio l'anno di fondazione della Reggiana, diventando poi protagonista della promozione in Prima Divisione nel campionato 1923-1924; si assenta un anno per adempiere al Servizio di Leva, militando nella Lazio, sempre nella massima divisione, per poi rientrare nella Reggiana.
Suo nipote Alberto Agazzani è critico d'arte e curatore.
Il suo nome è tornato d'attualità quando, in un momento di crisi della Reggiana, il nipote Alessandro Barilli si è detto disponibile ad aiutare la società emiliana raccogliendo sponsor per sostenere le spese per continuare l'attività sportiva, diventandone presidente.